# Karen L. Wooley
Karen L. Wooley es una química de polímeros estadounidense. Es profesora distinguida en la Universidad de Texas A&M, cuya investigación se centra en el desarrollo de polímeros novedosos y materiales nanoestructurados.

## Educación
Wooley recibió su título (Bachelor in Science) en Química de la Universidad Estatal de Oregon en 1988, y un Ph.D. en Polímeros / Química Orgánica en 1993 bajo la dirección de Jean Fréchet.

## Carrera profesional
Karen L. Wooley es líder internacional en el diseño, síntesis, caracterización e implementación de polímeros y materiales orgánicos nanoestructurados. Ha publicado unos 270 artículos revisados por pares en revistas científicas de primer nivel y posee varias patentes. Durante diez años (2005-2015), fue directora de uno de los cuatro programas de excelencia en nanotecnología del National Heart Lung and Blood Institute. Fue asesora de los Centros de Desarrollo de Nanomedicina de los National Institutes of Health Nanomedicine Development Centers, del National Science Foundation-sponsored National Nanotechnology Infrastructure Network, y del Dutch Biomedical Materials Program. Entre otras funciones de asesoría, ha sido miembro de la sección de estudios de NIH NANO, donde fue presidenta de 2012 a 2014. Wooley ocupa la Cátedra WT Doherty-Welch en Química y es Profesora Distinguida de la Universidad de Texas A&M, donde su equipo de investigación participa activamente en enfoques creativos con materiales para aplicaciones de nanomedicina, polímeros degradables de recursos naturales, recubrimientos para antiincrustantes marinos, fotorresistente avanzado. materiales para la industria de la microelectrónica, nanomateriales magnéticos híbridos para remediar el medio ambiente y otros proyectos de carácter fundamental y aplicado.
Wooley es actualmente editora asociada del Journal of the American Chemical Society, entre muchas otras funciones de asesoramiento dentro de la comunidad científica en general.
En 2017, Wooley ayudó a establecer la empresa de desarrollo de plásticos biodegradables Teysha Technologies. Wooley, junto con el equipo de Teysha, ha estado trabajando para desarrollar plásticos biodegradables a partir de biomasa. Estos plásticos se pueden ajustar para descomponerse dentro de escalas de tiempo establecidas. El objetivo del proyecto es desarrollar nuevos plásticos solubles en agua de mar para uso general, con vistas a contribuir a abordar el problema de la contaminación plástica en los océanos.
En 2020, la National Academy of Inventors (NAI) seleccionó a Wooley como miembro de la NAI de 2019.

## Premios y reconocimientos
Wooley recibió el Premio Centenario de la Royal Society of Chemistry en 2014, "Por transformar el campo de la química de polímeros mediante la adaptación de conceptos de química orgánica sintética y el concepto de ingeniería macromolecular".
Ella también ha recibido los siguientes reconocimientos:
- Premio Nacional de Investigador Joven, National Science Foundation
- Premio a la Innovación y la Competitividad Estadounidense, National Science Foundation
- Premio de química de polímeros, American Chemical Society
- Premio Académico Arthur C. Cope, American Chemical Society
- Premio Herman F. Mark Scholar, División de Química de Polímeros de la American Chemical Society (2009)[6]
- Premio de la American Chemical Society en Química de Polímeros (2014)[6]